# Éider Arévalo
Éider Orlando Arévalo Truque (* 9. März 1993 in Pitalito, Departamento del Huila) ist ein kolumbianischer Geher. 2017 wurde er Weltmeister über die 20-km-Distanz.

## Sportliche Laufbahn
Éider Arévalo trat erstmals 2009 im Alter von 16 Jahren bei nationalen Jugendmeisterschaften an, bei denen er Silber über die 10-km-Distanz in der U18-Altersklasse gewann. 2010 qualifizierte er sich für die ersten Olympischen Jugendspiele in Singapur, wurde dort im 10-km-Rennen disqualifiziert. 2011 gewann er bei den U20-Panamerikameisterschaften und den U20-Südamerikameisterschaften in seiner kolumbianischen Heimat jeweils die Goldmedaille über 20 km. In 39:56,01 min stellte er in Medellín zudem eine persönliche Bestzeit auf.
2012 gewann er in 40:09,74 min die Goldmedaille bei den U20-Weltmeisterschaften in Barcelona. Zudem nahm er 2012 erstmals an Rennen über die doppelte Distanz teil. Über diese doppelte Distanz qualifizierte er sich mit 19 Jahren für die Olympischen Spiele in London. Dort lief er in 1:22:00 h auf den 20. Platz. 2013 gewann er Silber bei den Südamerikameisterschaften in Cartagena. Bei den Weltmeisterschaften in Moskau konnte er das Rennen nicht beenden.
2014 gewann Arévalo Gold bei den Südamerikaspielen in Santiago de Chile. 2015 belegte er in 1:21:13 h den siebten Platz bei den Weltmeisterschaften in Peking. Bei den Panamerikanischen Spielen in Toronto wurde er Fünfter. 2016 nahm er zum zweiten Mal an Olympischen Spielen teil. Dort belegte er in 1:21:36 h Platz 15.
2017 erzielte er mit dem Weltmeistertitel aus London seinen bislang größten sportlichen Erfolg. Seine Siegerzeit von 1:18:53 h bedeutete nicht nur eine deutliche Verbesserung seiner Bestzeit, sondern auch kolumbianischen Rekord. An diese Zeit konnte er in der Folge nicht mehr anknüpfen. Bei den Panamerikanischen Spielen und den Südamerikameisterschaften 2019 in Lima konnte er die Rennen jeweils nicht beenden. 2021 trat er bei seinen dritten Olympischen Sommerspielen an und erreichte diesmal als 18. das Ziel. 2022 nahm Arévalo an seinen vierten Weltmeisterschaften teil, kam allerdings nicht über Platz 22 über 20 km hinaus. Eine Woche später trat er auch über die erstmals bei einer WM ausgetragenen Wettkämpf über 35 km an. Nach 2:25:21 h erreichte er als Achter das Ziel und hält seitdem mit dieser Zeit den kolumbianischen Nationalrekord. 2023 trat er in Budapest erneut bei den Weltmeisterschaften an. Über 20 km belegte er dort den 26. Platz.

## Wichtige Wettbewerbe
| Jahr                  | Veranstaltung                 | Ort                   | Platz                 | Disziplin             | Zeit                  |
| Startet für Kolumbien | Startet für Kolumbien         | Startet für Kolumbien | Startet für Kolumbien | Startet für Kolumbien | Startet für Kolumbien |
| --------------------- | ----------------------------- | --------------------- | --------------------- | --------------------- | --------------------- |
| 2010                  | Olympische Jugendspiele       | Singapur              |                       | 10 km Gehen           | DSQ                   |
| 2011                  | U20-Panamerikameisterschaften | Miramar               | 1.                    | 10 km Gehen           | 41:29,81 min          |
| 2011                  | U20-Südamerikameisterschaften | Medellín              | 1.                    | 10 km Gehen           | 39:56,01 min          |
| 2012                  | U20-Weltmeisterschaften       | Barcelona             | 1.                    | 10 km Gehen           | 40:09,74 min          |
| 2012                  | Olympische Spiele             | London                | 20.                   | 20 km Gehen           | 1:22:00 h             |
| 2013                  | Südamerikameisterschaften     | Cartagena             | 2.                    | 20 km Gehen           | 1:24:36 h             |
| 2013                  | Weltmeisterschaften           | Moskau                |                       | 20 km Gehen           | DNF                   |
| 2014                  | Südamerikaspiele              | Santiago de Chile     | 1.                    | 20 km Gehen           | 1:22:11 h             |
| 2015                  | Panamerikanische Spiele       | Toronto               | 5.                    | 20 km Gehen           | 1:25:50 h             |
| 2015                  | Weltmeisterschaften           | Peking                | 7.                    | 20 km Gehen           | 1:21:13 h             |
| 2016                  | Olympische Spiele             | Rio de Janeiro        | 15.                   | 20 km Gehen           | 1:21:37 h             |
| 2017                  | Weltmeisterschaften           | London                | 1.                    | 20 km Gehen           | 1:18:53 h             |
| 2019                  | Südamerikameisterschaften     | Lima                  |                       | 20 km Gehen           | DNF                   |
| 2019                  | Panamerikanische Spiele       | Lima                  |                       | 20 km Gehen           | DNF                   |
| 2021                  | Olympische Spiele             | Tokio                 | 18.                   | 20 km Gehen           | 1:24:10 h             |
| 2022                  | Weltmeisterschaften           | Eugene                | 22.                   | 20 km Gehen           | 1:24:32 h             |
| 2022                  | Weltmeisterschaften           | Eugene                | 8.                    | 35 km Gehen           | 2:25:21 h             |
| 2023                  | Weltmeisterschaften           | Budapest              | 26.                   | 20 km Gehen           | 1:21:55 h             |

## Persönliche Bestleistungen
- 5 km Gehen: 21:47,14 min, 25. Oktober 2009, Puebla
- 10.000 m Bahngehen: 39:56,01 min, 14. September 2011, Medellín
- 10 km Gehen: 40:11,00 min, 14. September 2014, Valley Cottage
- 20 km Gehen: 1:18:53, 13. August 2017, London, (kolumbianischer Rekord)
- 35 km Gehen: 2:25:21 h, 24. Juli 2022, Eugene, (kolumbianischer Rekord)